# يشيلجام (مسلسل)
يشيلجام (بالتركية: Yeşilçam)‏ هو مسلسل تركي من بطولة جغطاي أولصوي، عفراء ساراتش أوغلي وسيلين شكرجي. عرض الموسم الأول في 22 أبريل 2021 وتم تجديده لموسم ثاني عرض في 28 أكتوبر 2021.